# Spenser, detective privado
Spenser, detective privado (título original: Spenser: For Hire) es una serie de televisión basada en las novelas de misterio Spenser de Robert B. Parker. La serie, producida por John Wilder en asociación con la Warner Bros. Television, se diferencia de las novelas, en su mayoría, en su menor grado de detalle.

## Argumento
Spenser es un exboxeador y expolicía de Boston que se gana la vida como detective privado. Vive con su novia Susan, y para resolver los casos cuenta con uno de sus mejores amigos: Hawk, un hombre afroamericano de dos metros de estatura que vive al margen de la ley.
Durante la segunda temporada, Susan dejó a Spenser, que entonces comenzó una relación con una ayudante del fiscal, Rita Fiore, aunque, en la tercera temporada volverá a aparecer Susan y Rita desaparecerá de la serie sin que se supiera el porqué.

## Reparto
- Robert Urich como Spenser.
- Avery Brooks como Hawk.
- Barbara Stock como Susan Silverman.
- Ron McLarty como el Sargento Frank Belson.
- Carolyn McCormick como Rita Fiore.
- Richard Jaeckel como el Teniente Martin Quirk.

## Producción
La serie fue emitida en ABC de 1985 a 1988. El show obtuvo cuotas de pantalla decentes, a pesar de los cambios de horario de transmisión frecuentes y ocasionales derechos preferentes. Al final, fue la filmación en locación lo que contribuyó a la cancelación de la serie, con su costo siendo citado como una de las razones por las cuales ABC la canceló. La filmación en locación, sobre todo Boston, fue uno de los puntos fuertes de la serie, que mostraba toda la ciudad, incluso mostrando los duros inviernos allí (sobre todo en el piloto). La música fue por Steve Dorff y Larry Herbstritt.

## Lanzamiento de DVD
El 28 de junio de 2005, Rykodisc lanzó en DVD las cuatro películas para televisión que se hicieron después de la cancelación de la serie semanal. En 2007, Rykodisc relanzó cada una de las cuatro películas para televisión en colecciones separadas.
| Título del DVD                | # de ep. | Información adicional                                                                                     |
| ----------------------------- | -------- | --- |
| Spenser: The Movie Collection | 4        | - Spenser: Ceremony - Spenser: Pale Kings And Princes - Spenser: The Judas Goat - Spenser: A Savage Place |

El 26 de agosto de 2014, Warner Bros. lanzó la primera temporada en DVD a través de su Warner Archive Collection. Este es un lanzamiento bajo demanda, disponible a través de la tienda en línea de Warner y Amazon.com. La página web de Warner explica que la tirada inicial de discos fue hecha tradicionalmente «para satisfacer la esperada alta demanda de los consumidores». La segunda temporada se estrenó el 12 de mayo de 2015.
| Título del DVD             | # de ep. | Fecha de lanzamiento |
| -------------------------- | -------- | -------------------- |
| The Complete First Season  | 22       | 26 de agosto de 2014 |
| The Complete Second Season | 22       | 12 de mayo de 2015   |

## Series derivadas y adaptaciones
En 1989, después de que el show terminó, Brooks recibió su propia serie derivada, A Man Called Hawk.
En una entrada en su blog el 23 de abril de 2009, Robert B. Parker dijo que estaba en conversaciones con TNT para producir un remake de la serie. Sin embargo, Parker murió en 2010 antes de que estos planes pudieran tener lugar.